# Zygothrica bicornigera
Zygothrica bicornigera är en tvåvingeart som beskrevs av Prigent 2006. Zygothrica bicornigera ingår i släktet Zygothrica och familjen daggflugor.
Artens utbredningsområde är Filippinerna. Inga underarter finns listade i Catalogue of Life.